# Herrschaft Wertingen
Die Herrschaft Wertingen, benannt nach der heutigen Stadt Wertingen im Landkreis Dillingen an der Donau in Bayern, war eine Herrschaft im Heiligen Römischen Reich.

## Geschichte
Im Jahr 1208 wird Wertingen erstmals als staufischer Besitz überliefert. 1269 gelangte die Herrschaft durch das konradinische Erbe an die Wittelsbacher, die damit die Truchsessen von Hohenreichen belehnten. Diese verkauften sie 1348 an das Augsburger Patriziergeschlecht Langenmantel. Von diesen kam sie mit eigener Hochgerichtsbarkeit 1469 an die Marschälle von Pappenheim zu Hohenreichen. 1568 wurde die Herrschaft Hohenreichen mit der Herrschaft Wertingen zusammengelegt. Nach dem Erlöschen der Marschälle von Pappenheim zu Hohenreichen „fielen Wertingen und Hohenreichen als reichsritterschaftliche Lehnsherrschaft im Kanton Donau des Ritterkreises Schwaben an Bayern zurück.“